# Белов, Александр Иванович (1876—1940)
Александр Иванович Белов (1876, станица Атбасарская — 1940, Харбин) — русский военачальник, генерал-майор (13.07.1919), участник Русско-японской, Первой мировой и Гражданской войн, участник Белого движения в Сибири.

## Биография

### Происхождение, довоенная служба
Родился 23 февраля 1876 года. Происходил из сибирских казаков Атбасарской станицы (ныне Акмолинская область Казахстана).
Выпускник Сибирского кадетского корпуса (1893) и Николаевского кавалерийского училища (1895).
Служил в лейб-гвардии Сводно-казачьем полку.

### Участие в Русско-японской войне
Участвовал в боях под Ляояном и Мукденом. Подъесаул 4-го Сибирского казачьего полка.
Был произведен в есаулы за спасение орудия в Мукденском сражении.

### Участие в Первой мировой войне
Во время Первой мировой войны уже в чине полковника командовал 1-й бригадой Сибирской казачьей дивизии и 8-м Сибирским казачьим полком. Награждён Георгиевским оружием.

### Участие в Гражданской войне
В Русской армии адмирала Колчака в 1919 году командовал Сибирской казачьей отдельной бригадой, позднее — 3-й Сибирской казачьей дивизией. Начальник 1-й Оренбургской казачьей дивизии. Был награждён орденом Святого Георгия IV степени.
В 1920 году служил в Дальневосточной армии. До 7 мая 1920 года был представителем в армейской санитарно-эвакуационной комиссии. Был генералом для поручений при командующем Дальневосточной армией.

### В эмиграции
В Харбине объединял группу офицеров гвардии. В 1921—1923 годах был членом правления Восточного казачьего союза.
Умер 26 ноября 1940 года в Харбине и был похоронен на Новом (Успенском) кладбище.